# FC Hoyvík (2019)
El FC Hoyvík es un club de fútbol de la ciudad de Hoyvík, Islas Feroe. Fue fundado en 2012 después de la fusión del FF Giza y del FC Hoyvík. Juega en la 2. deild, la tercera división del fútbol de Islas Feroe y manda sus partidos de local en el Hoyvíksvøllur.

## Últimas temporadas
| Año  | Liga     | Pos. | PJ | PG | PE | PP | GF-GC | Pts. | Copa                | Goleador (liga)             |
| ---- | -------- | ---- | -- | -- | -- | -- | ----- | ---- | ------------------- | --------------------------- |
| 2012 | 2. deild | 3º   | 18 | 12 | 4  | 2  | 64–33 | 40   | Primera ronda (1/8) | Poul Kjartan Dam (16 goles) |
| 2013 | 2. deild | 3º   | 18 | 13 | 0  | 5  | 50–24 | 39   | Primera ronda (1/8) | Tróndur Arge (7 goles)      |
| 2014 | 2. deild | 3º   | 18 | 10 | 2  | 6  | 56–27 | 32   | Primera ronda (1/8) | Tróndur Arge (9 goles)      |
| 2015 | 2. deild | 2º   | 18 | 12 | 1  | 5  | 60–26 | 37   | Cuartos de final    | Ahmed Keita (16 goles)      |
| 2016 | 1. deild | 4º   | 27 | 15 | 3  | 9  | 60–40 | 48   | Cuartos de final    | Ahmed Keita (22 goles)      |
| 2017 | 1. deild | 7º   | 27 | 9  | 9  | 9  | 50–48 | 36   | Primera ronda (1/8) | Ahmed Keita (11 goles)      |
| 2018 | 1. deild | 9º   | 27 | 7  | 5  | 15 | 37–49 | 26   | Primera ronda (1/8) | Hugin Ferber (7 goles)      |
| 2019 | 2. deild | 1º   | 18 | 15 | 2  | 1  | 68–25 | 47   | Ronda preliminar    | Hugin Ferber (13 goles)     |
| 2020 | 1. deild | 10º  | 27 | 2  | 4  | 21 | 29–97 | 10   | Primera ronda (1/8) | Bandera de ?                |
| 2021 | 2. deild | 5º   | 18 | 8  | 3  | 7  | 47–38 | 27   | Primera ronda (1/8) | Bandera de ?                |
| 2022 | 2. deild | 6º   | 18 | 6  | 1  | 11 | 40–65 | 19   | Primera ronda (1/8) | Bandera de ?                |
| 2023 | 1. deild | 6º   | 27 | 11 | 4  | 12 | 48–53 | 37   | Ronda preliminar    | Bandera de ?                |

## Palmarés
2. deild
- Campeón (1): 2019